# Брижерон
Брижерон (фр. Brugeron) насеље је и општина у централној Француској у региону Оверња, у департману Пиј де Дом која припада префектури Амбер.
По подацима из 2011. године у општини је живело 251 становника, а густина насељености је износила 9,15 становника/km². Општина се простире на површини од 27,42 km². Налази се на средњој надморској висини од 817 метара (максималној 1.427 m, а минималној 671 m).

## Демографија
| 1962. | 1968. | 1975. | 1982. | 1990. | 1999. | 2011. |
| ----- | ----- | ----- | ----- | ----- | ----- | ----- |
| 638   | 602   | 539   | 411   | 359   | 274   | 251   |

График промене броја становника у току последњих година